# 安丰塘水库
安丰塘水库是中国安徽省六安市寿县境内的一座水库，位于淮河水系，建于1978年。水库正常库容为6677万立方米，集雨面积为388平方千米，海拔为29米。